# Danh sách thiết bị Windows Phone 8
Trang này sẽ liệt kê và so sánh phần cứng của các thiết bị chạy hệ điều hành Windows Phone 8 của Microsoft. HTC Corporation, Samsung, Nokia và Huawei tất cả đều cam kết tạo ra các thiết bị Windows Phone 8.
Danh sách các thiết bị đã được xác nhận và công bô chính thức của các công ty.

## Windows Phone 8.0
Đối tác phần cứng bao gồm Huawei, Nokia, Samsung, và HTC. Các thiết bị chạy Windows Phone cũ không thể nâng cấp lên Windows Phone 8 do sự thay đổi trong hệ điều hành.

### Nokia Lumia
| Sản phẩm               | Ngày phát hành | CPU             | RAM    | Bộ nhớ      | Màn hình                                 | Máy ảnh | Máy ảnh | NFC   | MicroSD |
| Sản phẩm               | Ngày phát hành | CPU             | RAM    | Bộ nhớ      | Màn hình                                 | Sau     | Trước   | NFC   | MicroSD |
| ---------------------- | -------------- | --------------- | ------ | ----------- | ---------------------------------------- | ------- | ------- | ----- | ------- |
| Nokia Lumia 520 (521)  | 03-2013        | 1,0 GHz Lõi kép | 512 MB | 8 GB        | 4,0" IPS LCD 480 x 800 px                | 5 MP    | —       | Không | Có      |
| Nokia Lumia 525        | 12-2013        | 1,0 GHz Lõi kép | 1 GB   | 8 GB        | 4,0" IPS LCD 480 x 800 px                | 5 MP    | —       | Không | Có      |
| Nokia Lumia 620        | 01-2013        | 1,0 GHz Lõi kép | 512 MB | 8 GB        | 3,8" ClearBlack LCD 480 x 800 px         | 5 MP    | 0,3 MP  | Có    | Có      |
| Nokia Lumia 625        | 08-2013        | 1,2 GHz Lõi kép | 512 MB | 8 GB        | 4,7" IPS LCD 480 x 800 px                | 5 MP    | 0,3 MP  | Không | Có      |
| Nokia Lumia 720        | 03-2013        | 1,0 GHz Lõi kép | 512 MB | 8 GB        | 4,3" ClearBlack IPS LCD 480 x 800 px     | 6,7 MP  | 1,3 MP  | Có    | Có      |
| Nokia Lumia 810        | 11-2012        | 1,5 GHz Lõi kép | 1 GB   | 8 GB        | 4,3" ClearBlack AMOLED 480 x 800 px      | 8 MP    | 1,2 MP  | Có    | Có      |
| Nokia Lumia 820        | 11-2012        | 1,5 GHz Lõi kép | 1 GB   | 8 GB        | 4,3" ClearBlack AMOLED 480 x 800 px      | 8 MP    | 0.3 MP  | Có    | Có      |
| Nokia Lumia 822        | 11-2012        | 1.5 GHz Lõi kép | 1 GB   | 16 GB       | 4,3" ClearBlack AMOLED 480 x 800 px      | 8 MP    | 1,2 MP  | Có    | Có      |
| Nokia Lumia 920        | 11-2012        | 1,5 GHz Lõi kép | 1 GB   | 32 GB       | 4,5" ClearBlack IPS LCD 768 x 1.280 px   | 8,7 MP  | 1,3 MP  | Có    | Không   |
| Nokia Lumia 925        | 06-2013        | 1,5 GHz Lõi kép | 1 GB   | 16 GB 32 GB | 4,5" ClearBlack AMOLED 768 x 1.280 px    | 8,7 MP  | 1,2 MP  | Có    | Không   |
| Nokia Lumia 928        | 05-2013        | 1,5 GHz Lõi kép | 1 GB   | 32 GB       | 4.5" ClearBlack AMOLED 768 x 1.280 px    | 8,7 MP  | 1,3 MP  | Có    | Không   |
| Nokia Lumia 929 (Icon) | 01-2014        | 2,2 GHz Lõi tứ  | 2 GB   | 32 GB       | 5" ClearBlack AMOLED 1.080 x 1.920 px    | 20 MP   | 1,2 MP  | Có    | Không   |
| Nokia Lumia 1020       | 07-2013        | 1,5 GHz Lõi kép | 2 GB   | 32 GB 64 GB | 4,5" ClearBlack AMOLED 768 x 1.280 px    | 41 MP   | 1,2 MP  | Có    | Không   |
| Nokia Lumia 1320       | 12-2013        | 1,7 GHz Lõi kép | 1 GB   | 8 GB        | 6,0" ClearBlack IPS LCD 720 x 1.280 px   | 5 MP    | 0,3 MP  | Không | Có      |
| Nokia Lumia 1520       | 11-2012        | 2,2 GHz Lõi tứ  | 2 GB   | 16 GB 32 GB | 6,0" ClearBlack IPS LCD 1.080 x 1.920 px | 20 MP   | 1,2 MP  | Có    | Có      |

### Khác
| Sản phẩm             | Ngày phát hành | CPU             | RAM    | Bộ nhớ      | Màn hình                            | Máy ảnh | Máy ảnh | NFC   | MicroSD |
| Sản phẩm             | Ngày phát hành | CPU             | RAM    | Bộ nhớ      | Màn hình                            | Sau     | Trước   | NFC   | MicroSD |
| -------------------- | -------------- | --------------- | ------ | ----------- | ----------------------------------- | ------- | ------- | ----- | ------- |
| HTC 8S               | 12-2012        | 1,0 GHz Lõi kép | 512 MB | 4 GB        | 4,0" Super LCD 480 x 800 px         | 5 MP    | —       | Không | Có      |
| HTC 8X               | 11-2012        | 1,5 GHz Lõi kép | 1 GB   | 8 GB 16 GB  | 4,3" Super LCD 2 720 x 1.280 px     | 8 MP    | 2,1 MP  | Có    | Không   |
| HTC 8XT              | 07-2013        | 1,4 GHz Lõi kép | 1 GB   | 8 GB        | 4,3" Super LCD 2 480 x 800 px       | 8 MP    | 1,6 MP  | Có    | Có      |
| Huawei Ascend W1     | 01-2013        | 1,2 GHz Lõi kép | 512 MB | 4 GB        | 4,0" IPS LCD 480 x 800 px           | 5 MP    | 0,3 MP  | Không | Có      |
| Huawei Ascend W2     | 08-2013        | 1,4 GHz Lõi kép | 512 MB | 8 GB        | 4,3" IPS LCD 480 x 800 px           | 8 MP    | —       | Không | Không   |
| Samsung ATIV S       | 12-2012        | 1,5 GHz Lõi kép | 1 GB   | 16 GB 32 GB | 4,8" HD Super AMOLED 720 x 1.280 px | 8 MP    | 1,9 MP  | Có    | Có      |
| Samsung ATIV S Neo   | 08-2013        | 1.4 GHz Lõi kép | 1 GB   | 16 GB       | 4,8" HD Super AMOLED 720 x 1.280 px | 8 MP    | 1,9 MP  | Có    | Có      |
| Samsung ATIV Odyssey | 01-2013        | 1,5 GHz Lõi kép | 1 GB   | 8 GB        | 4,0" Super AMOLED 480 x 800 px      | 5 MP    | 1,2 MP  | Có    | Có      |

## Windows Embedded 8 Handheld
Windows Embedded 8 Handheld là thiết bị cầm tay trên nền tảng của Microsoft, chạy Windows Phone 8. Bluebird là OEM đầu tiên phát hành thiết bị WE8H.
| Sản phẩm              | Ngày phát hành | CPU             | RAM       | Bộ nhớ     | Màn hình                          | Máy ảnh | Máy ảnh | NFC | MicroSD |
| Sản phẩm              | Ngày phát hành | CPU             | RAM       | Bộ nhớ     | Màn hình                          | Sau     | Trước   | NFC | MicroSD |
| --------------------- | -------------- | --------------- | --------- | ---------- | --------------------------------- | ------- | ------- | --- | ------- |
| Bluebird BM180 (BM30) | 01-2014        | 1,5 GHz Lõi kép | 1 GB 2 GB | 8 GB 16 GB | 5" 720 x 1280 px 1.080 x 1.920 px | 8 MP    | 1,3 MP  | Có  | Có      |

## Chưa phát hành
Các thiết bị dưới đây đang phát triển/bản mẫu chưa bao giờ phát hành chính thức.
| Sản phẩm         | Bộ nhớ          | Màn hình   | Màn hình           | Phiên bản OS | Ghi chú                                 |
| ---------------- | --------------- | ---------- | ------------------ | ------------ | --------------------------------------- |
| Vertu (không rõ) | 32 GB, SkyDrive | N/A        | TFT capacitive LCD | 8.0          | Thiết bị mẫu, thông tin suy đoán        |
| Nokia Lumia 825  | 8GB             | 4,3", WVGA | ClearBlack AMOLED  | 8.0          | Thiết bị phát triển, phiên bản giới hạn |